# Ouijjane
Ouijjane est une petite ville et commune rurale de la province de Tiznit dans la région de Souss-Massa-Drâa au Maroc . Au moment du recensement de 2004 , la commune avait une population totale de 6472 personnes vivant dans 1257 ménages.